# ECHL Sportsmanship Award
Der ECHL Sportsmanship Award ist eine Eishockeytrophäe der ECHL. Er wird seit 1997 jährlich an den Spieler der ECHL verliehen, der einen hohen sportlichen Standard und vorbildliches Benehmen beweisen konnte.

## Gewinner
| Saison  | Spieler          | Team                     |
| ------- | ---------------- | ------------------------ |
| 2024/25 | Peter Bates      | Wichita Thunder          |
| 2023/24 | A. J. White      | Idaho Steelheads         |
| 2022/23 | Zach O’Brien     | Newfoundland Growlers    |
| 2021/22 | Zach O’Brien     | Newfoundland Growlers    |
| 2020/21 | Aaron Luchuk     | Orlando Solar Bears      |
| 2019/20 | Spencer Watson   | Indy Fuel                |
| 2018/19 | Zach O’Brien     | Newfoundland Growlers    |
| 2017/18 | Brodie Dupont    | Norfolk Admirals         |
| 2016/17 | Shane Berschbach | Toledo Walleye           |
| 2015/16 | Shane Berschbach | Toledo Walleye           |
| 2014/15 | Chad Costello    | Allen Americans          |
| 2013/14 | Peter Sivák      | Alaska Aces              |
| 2012/13 | Randy Rowe       | Toledo Walleye           |
| 2011/12 | Kevin Ulanski    | Colorado Eagles          |
| 2010/11 | Brian Swanson    | Alaska Aces              |
| 2009/10 | Barret Ehgoetz   | Cincinnati Cyclones      |
| 2008/09 | Travis Morin     | South Carolina Stingrays |
| 2007/08 | Jeff Campbell    | Gwinnett Gladiators      |
| 2006/07 | Derek Nesbitt    | Idaho Steelheads         |
| 2005/06 | Steve Saviano    | Florida Everblades       |
| 2004/05 | Kris Goodjohn    | Gwinnett Gladiators      |
| 2003/04 | Mark Pederson    | San Diego Gulls          |
| 2002/03 | Rejean Stringer  | Columbia Inferno         |
| 2001/02 | Ben Stafford     | Trenton Titans           |
| 2000/01 | Jamie Ling       | Dayton Bombers           |
| 1999/00 | Jamie Ling       | Dayton Bombers           |
| 1998/99 | Jamie Ling       | Dayton Bombers           |
| 1997/98 | Cal Ingraham     | Tallahassee Tiger Sharks |
| 1996/97 | Mike Ross        | South Carolina Stingrays |